# NF&A2P
NF&A2P est une combinaison des marques de certification NF et A2P. Elle est délivrée conjointement par AFNOR Certification et CNPP Cert.. Elle concerne les matériels de détection d'intrusion. Cette certification garantit qu’un produit répond à des exigences de qualité décrites dans des référentiels de certification définis conjointement par les consommateurs[réf. nécessaire] et les professionnels. La certification NF&A2P est une démarche volontaire de la part du fabricant.

## Historique
- 2001 : création de la marque NF&A2P à l’initiative du Gimalarm, le Groupement des industriels des matériels électroniques de sécurité. La certification NF&A2P est alors délivrée par l’AFNOR et le CNMIS.
- 2009 : le CNMIS est remplacée par le CNPP pour la délivrance des certifications NF&A2P en association avec AFNOR Certification.

## Champ d’application
La certification NF&A2P est applicable aux matériels suivants :
- Matériels de détection d’intrusion / de sécurité électronique (dont les alarmes)

## Contrôles de qualité
Les contrôles de qualité des produits certifiés NF&A2P reposent sur :
- Des essais produits en laboratoire
- Un audit des sites de fabrication.
- Des contrôles périodiques effectués pour le maintien de la certification
- Des évaluations en laboratoire (modifications, variantes, etc.)

## Niveaux de sécurité NF&A2P
Certaines catégories de matériels de sécurité sont simplement certifiées NF&A2P sans spécification de niveau de sécurité. Pour d’autres catégories, les niveaux de sécurité sont spécifiés selon une échelle de 3 classes de sécurité croissante qui prennent en compte le temps et l’équipement nécessaire pour contourner, saboter ou neutraliser le système.
C'est le cas pour :

### Les matériels de détection d’intrusion et de sécurité électronique
- 1 bouclier
- 2 boucliers
- 3 boucliers

Ces niveaux de sécurité attestent que les produits couverts : centrales d'alarme, détecteurs (infrarouge, chocs, ouverture à contact, mouvement, ...), alarmes sonores, lumineux à éclats, alimentations, boites de dérivation, organes intermédiaires, unités de contrôle d'accès et générateurs de fumée/brouillard répondent à des spécifications techniques définies (niveau de sécurité global, niveau d'accès et d'autonomie) et proviennent d'une fabrication dont la qualité est maîtrisée.

## Logo et marquage
Tout produit certifié NF&A2P est identifiable par un logo et un marquage spécifique.
- Le logo NF&A2P est composé de 2 à 3 étages.
- Le premier étage affiche le logo NF AFNOR.
- Le second étage affiche le logo A2P.
- Le 3e étage, optionnel, affiche les grades de sécurité.
- La hauteur des deux premiers étages est définie à 8 mm minimum.
- Les couleurs autorisées sont bleu Pentone 293 et bleu Pentone 286 ou noir.
- Le logo est apposé au matériel de manière fixe et durable pour la durée de vie du matériel.

Le matériel certifié NF&A2P comporte également des marquages indélébiles spécifiant :
- Le nom, la raison sociale ou la marque du détenteur de la certification.
- La référence commerciale du produit certifié.
- Le numéro de série du produit ou du lot de commercialisation.
- Le niveau de sécurité selon sa classe.